# Escola de Nísibis
A Escola de Nísibis (em siríaco: ܐܣܟܘܠܐ ܕܢܨܝܒܝܢ) foi um estabelecimento de ensino e instrução que existia em Nísibis (atual Nusaybin, na Turquia). Foi um importante centro de provisão espiritual durante a infância da Igreja Ortodoxa Síria e, como disse Bendosabora, talvez tenha sido a primeira universidade do mundo. A escola tinha três campos principais de estudo: Teologia, Medicina e Filosofia.

## História
A escola provavelmente foi fundada na primeira metade do século IV na antiga Nísibis por Jacó de Nísibis. Quando a cidade caiu diante dos exércitos persas em 363, vários professores, incluindo Efrém, o Sírio, deixaram a escola em direção a escola de Edessa (atual Sanliurfa, na Turquia), prestigiando ainda mais a escola edessena. Decorrido cerca um século, o imperador romano Zenão ordenou o fechamento da Escola de Edessa por causa dos ensinos nestorianos que haviam "corrompido" a escola. Com isso, a escola voltou a Nísibis.

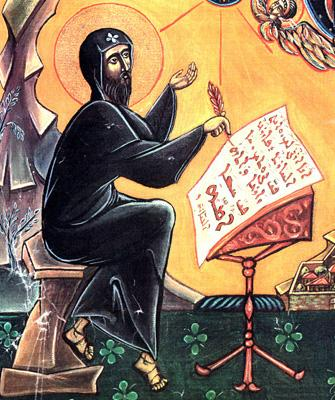
Imagem de Efrém, o Sírio, um dos professores da escola antes de 363

## Retorno a Nísibis
Com a volta da escola à Nísibis, o esplendor intelectual nela aumentou, e muito, atraindo alunos de várias partes do Império Romano do Oriente. Entretanto, a escola passou pelo que se pode chamar de "crise teológica". O diretor Henana de Adiabene tentou substituir Teodoro com sua própria doutrina que se seguiu a Orígenes de Alexandria. Babai, o Grande que era o chefe oficial da Igreja naquela época e também estava envolvido em reviver o movimento monástico estrita sírio, refutou Henana e, no processo escreveu a cristologia normativa da Igreja do Oriente, baseada em Teodoro de Mopsuéstia.

## Influência no Ocidente Europeu
A fama deste seminário teológico foi tão grande que o Papa Agapito I e Cassiodoro desejavam fundar um na região da península itálica, de maneira semelhante. O mosteiro de Cassiodoro no biotério foi inspirado no modelo de Nísibis sobre o qual ele havia aprendido na cidade de Constantinopla.